# Aelurillus v-insignitus
Espèce
Synonymes
- Araneus v-insignitus Clerck, 1757
- Araneus v-notatus Clerck, 1757
- Aranea navaria Martini & Goeze, 1778
- Aranea punctata Olivier, 1789
- Aranea litterata Walckenaer, 1802
- Attus quinquepartitus Walckenaer, 1805
- Salticus nidicolens O. Pickard-Cambridge, 1861
- Dia quinquefida Simon, 1864

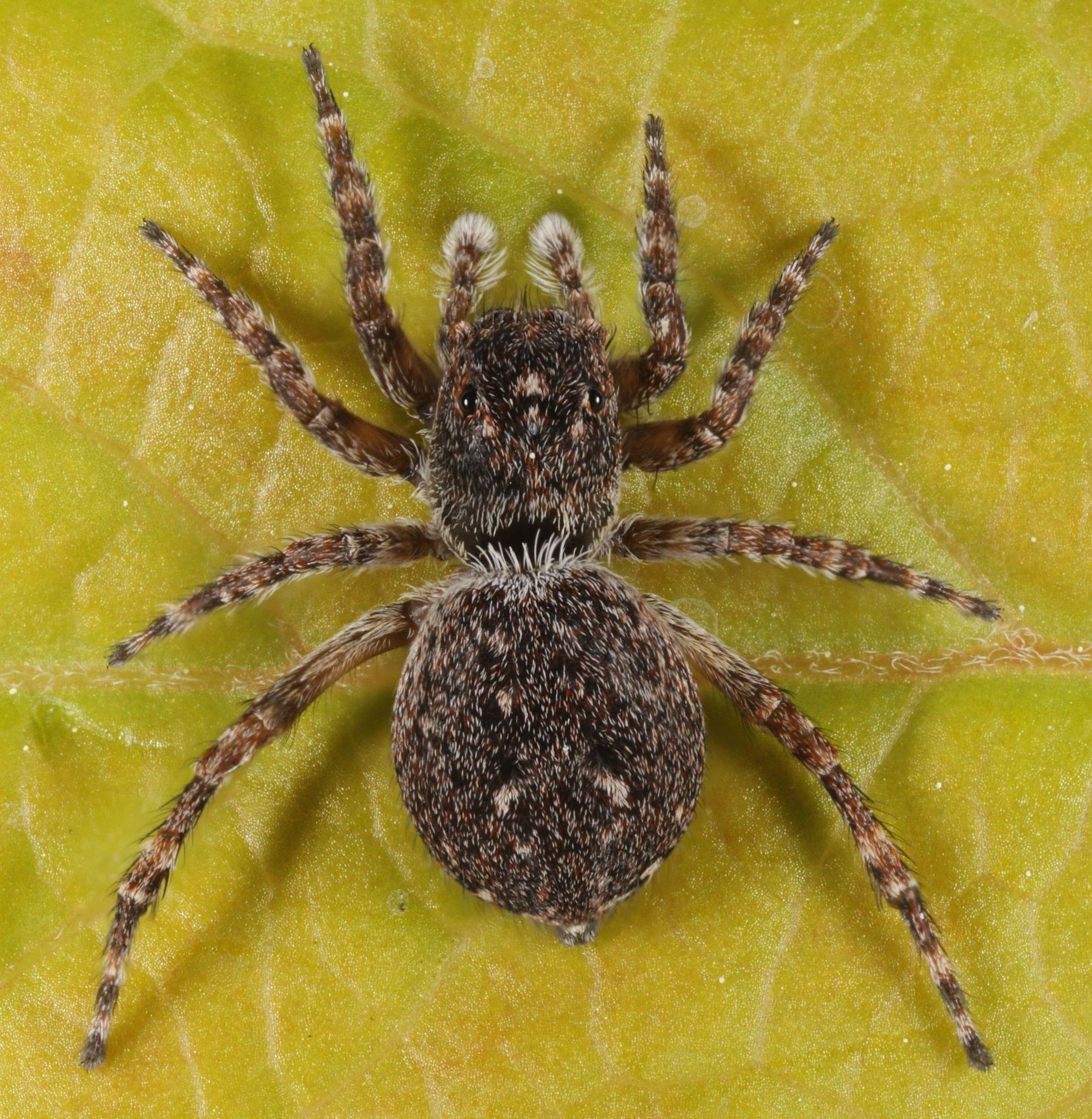
Adult femelle

Aelurillus v-insignitus, le Saltique marqué, est une espèce d'araignées aranéomorphes de la famille des Salticidae.

## Distribution
Cette espèce se rencontre en écozone paléarctique.
C'est la seule espèce du genre Aelurillus présente dans le nord-ouest de l'Europe.

## Habitat
Cette espèce se rencontre dans des milieux très secs et ouverts qui présentent des zones de sol nu.

## Description
Les mâles mesurent de 4,05 à 5 mm et les femelles de 5,5 à 7,7 mm.

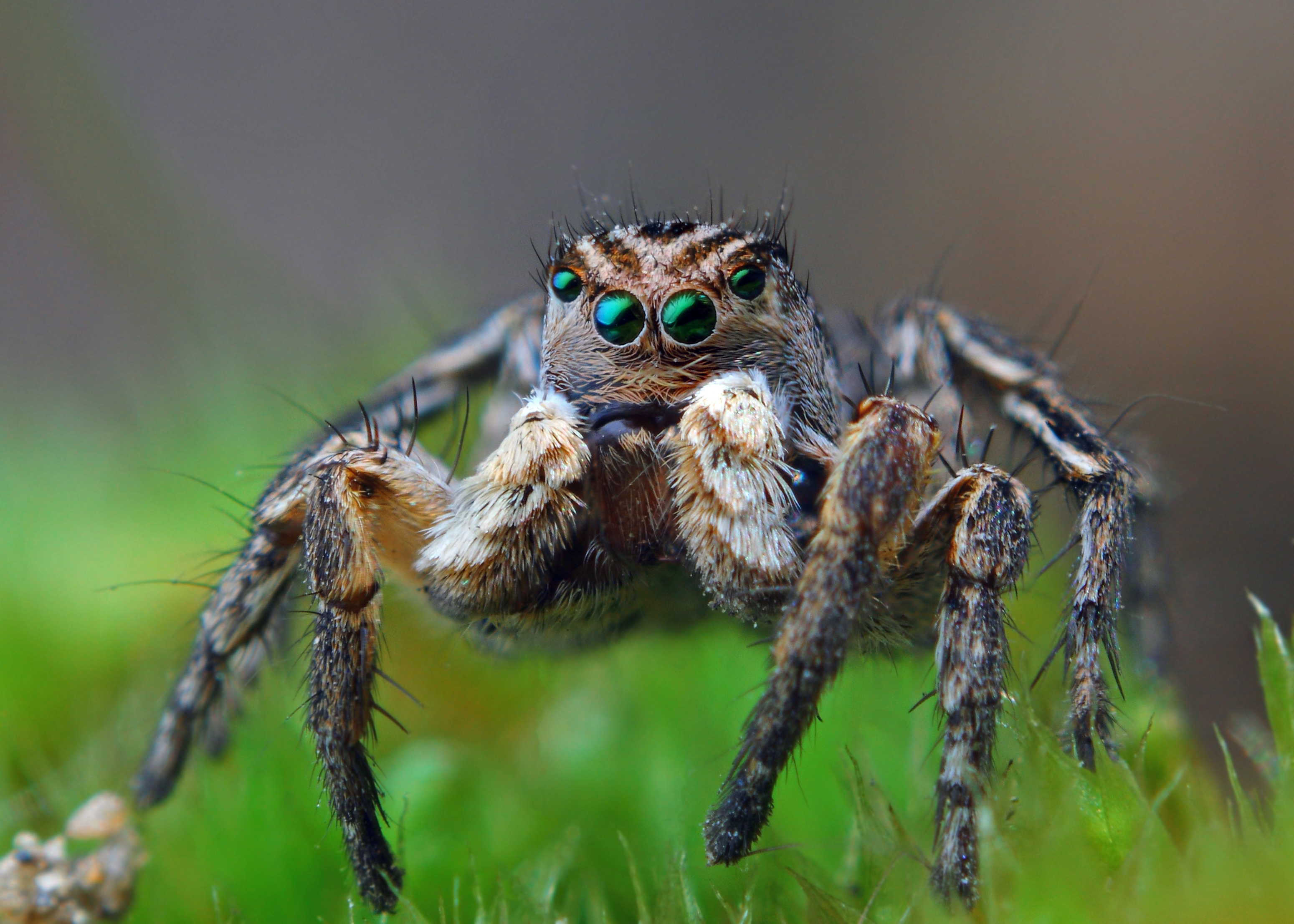
Aelurillus v-insignitus ♂

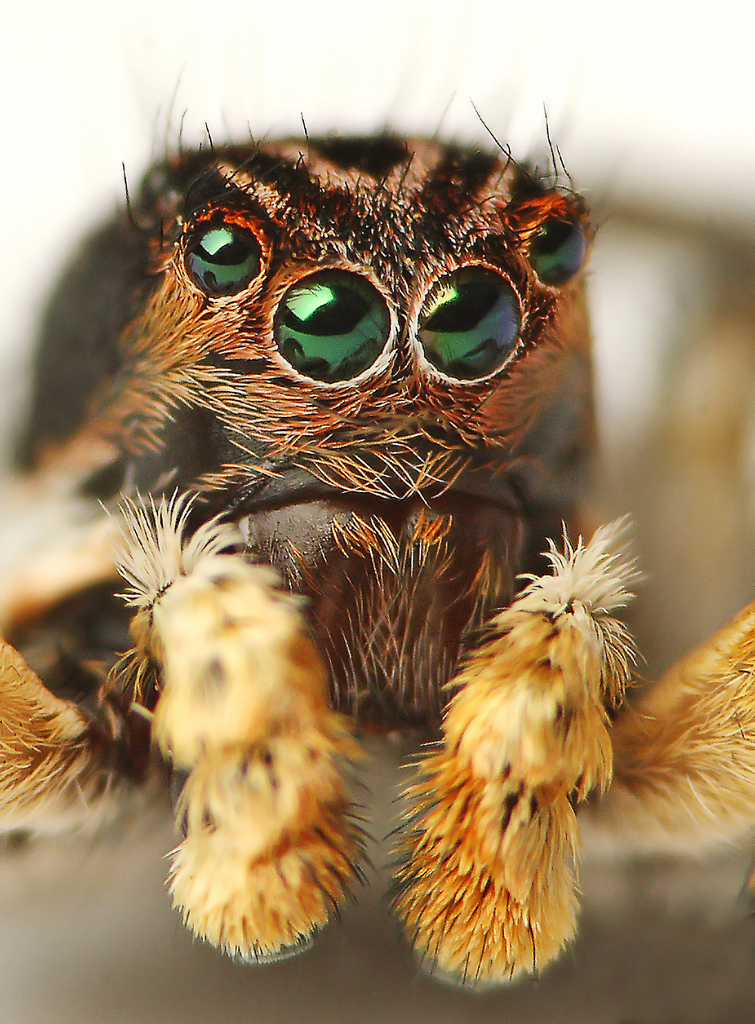
Aelurillus v-insignitus ♂

Le mâle a des rangées de poils en forme de V (d'où le nom scientifique de l'espèce) sur la tête et une bande médiane blanche prononcée sur l'abdomen. La femelle est tachetée de brun.

## Biologie
Les adultes sont visibles d'avril à juillet.

## Liste des sous-espèces
Selon World Spider Catalog (version 22.0, 30/06/2021) :
- Aelurillus v-insignitus v-insignitus (Clerck, 1757)
- Aelurillus v-insignitus morulus (Simon, 1937)
- Aelurillus v-insignitus obsoletus Kulczyński, 1891

## Publications originales
- Clerck, 1757 : Svenska spindlar, uti sina hufvud-slågter indelte samt under några och sextio särskildte arter beskrefne och med illuminerade figurer uplyste. Stockholmiae, p. 1-154.
- Chyzer & Kulczyński, 1891 : Araneae Hungariae. Academia Scientarum Hungaricae, Budapest, Tomus I, p. 1-170.
- Simon, 1937 : Les arachnides de France. Synopsis générale et catalogue des espèces françaises de l'ordre des Araneae. Tome VI. 5e et dernière partie. Roret, Paris, p. 979-1298.